# Бородинский сельский округ (Можайский район)
Бородинский сельский округ — упразднённая административно-территориальная единица, существовавшая на территории Можайского района Московской области в 1994—2006 годах.
Бородинский сельсовет был образован в первые годы советской власти. По данным 1919 года он входил в состав Бородинской волости Можайского уезда Московской губернии.
В 1923 году к Бородинскому с/с были присоединены Беззубовский, Горковский, Захарьинский, Логиновский, Новосельцевский и Татаринский с/с.
В 1927 году Горковский и Новосельцевский с/с были вновь выведены из состава Бородинского с/с.
В 1926 году Бородинский с/с включал село Бородино, деревни Беззубово, Горки, Захарьино, Логиново, Сельцо новое и Татариново.
В 1929 году Бородинский сельсовет вошёл в состав Можайского района Московского округа Московской области. При этом к нему вновь были присоединены Горковский и Новосельцевский с/с.
15 февраля 1952 года к Бородинскому с/с были присоединены селения Бородинский Музей и Семёновское Семёновского с/с; Псарёво Криушинского с/с; Ковалёво Горячкинского с/с; Старое Село Аксановского с/с.
14 июня 1954 года к Бородинскому с/с были присоединены Валуевский и Семёновский с/с.
15 ноября 1956 года к Бородинскому с/с были присоединены селения Знаменка Сивковского с/с и Рахманово Аксановского с/с.
7 августа 1958 года к Бородинскому с/с был присоединён Красноиншинский сельсовет. Одновременно из Бородинского с/с в Сивковский были переданы селения Ельня, Знаменка, Клемятино и Рогачёво.
8 августа 1959 года к Бородинскому с/с были присоединены селения Головино и станция Колочь упразднённого Колоцкого с/с.
1 февраля 1963 года Можайский район был упразднён и Бородинский с/с вошёл в Можайский сельский район. 11 января 1965 года Бородинский с/с был возвращён в восстановленный Можайский район.
5 августа 1968 года из Кукаринского с/с в Бородинский был передан жилой посёлок ИТК № 5.
23 июня 1988 года в Бородинском с/с была упразднена деревня Преображенское.
3 февраля 1994 года Бородинский с/с был преобразован в Бородинский сельский округ.
В ходе муниципальной реформы 2004—2005 годов Бородинский сельский округ прекратил своё существование как муниципальная единица. При этом все его населённые пункты были переданы в сельское поселение Бородинское.
29 ноября 2006 года Бородинский сельский округ исключён из учётных данных административно-территориальных и территориальных единиц Московской области.